# Олджат-хатун
Олджат-хатун (груз. ოლჯათი; упоминается в 1289—1302 годах) — царица-консорт Грузии, жена двух сменявших друг друга царей: Вахтанга II, правившего в 1289—1292 годах, и Давида VIII, правившего в 1292—1311 годах. Она была дочерью внебрачной дочери византийского императора Михаила VIII Палеолога , выданной отцом замуж за монгольского ильхана Абаки-хана.

## Происхождение
Олджат-хатун была младшей дочерью Абаки-хана. Её матерью была либо жена Абаки-хана Мария Деспина Монгольская, незаконнорожденная дочь византийского императора Михаила VIII Палеолога, либо Булуджин-эгечи, наложница. Таким образом, Олджат-хатун была праправнучкой Чингисхана.

## Первое замужество
В анонимной «Хронике ста лет» XIV века, входящей в состав «Картлис цховреба», сообщается, что после смерти Деметре II Самопожертвователя в 1289 году ильхан Аргун-хан послал влиятельного грузинского вельможу Хутлу-Бугу к Давиду I, царю Имерети, дяде казнённого монарха, с просьбой прислать к нему своего сына Вахтанга, которого он намеревался посадить на грузинский престол и выдать за него замуж свою сестру Олджат-хатун. Царствование Вахтанга II было недолгим, и он внезапно умер в 1292 году.

## Второе замужество
После смерти своего мужа Олджат-хатун вышла замуж, с согласия ильхана, за двоюродного брата Вахтанга и его преемника, Давида VIII, сына Деметре II Самопожертвователя. Давид VIII вскоре поднял восстание против гегемонии монголов и закрепился в горах Мтиулети. В 1298 году Олджат-хатун входила в состав делегации, посланной Давидом для переговоров с монгольским военачальником Кутлушахом, который отнёсся к царице с особым почётом, поскольку она была монгольской принцессой. Олджат-хатун были даны гарантии безопасности царя, а также кольцо и салфетка, причём последняя была символом прощения, в то же время Сибути, сын Кутлушаха, был предложен в качестве заложника. Царица, однако, была задержана и, после того как Давид VIII отказался лично прибыть на переговоры, увезена в Иран. Ильхан решил, что она больше не должна возвращаться к своему мужу. Когда Давид VIII узнал об этом, он в 1302 году женился на дочери Хамады Сурамели.
В средневековых хрониках нет упоминаний о детях от союза Олджат-хатун и Давида VIII, но согласно современной версии Мелхиседек и Андроник, князья Аластани XIII века, известные из современных им документов, были их сыновьями.